# Alchemilla bolusii
Alchemilla bolusii är en rosväxtart som beskrevs av De Wild.. Alchemilla bolusii ingår i släktet daggkåpor, och familjen rosväxter. Inga underarter finns listade i Catalogue of Life.